# Ян Гелльстрем
Ян Гелльстрем (швед. Jan Hellström, нар. 21 лютого 1960, Седерчепінг) — шведський футболіст, що грав на позиції нападника, зокрема за «Норрчепінг» та національну збірну Швеції.

## Клубна кар'єра
У дорослому футболі дебютував 1978 року виступами за друголігову команду «Сааб», в якій провів три сезони, взявши участь у 40 матчах чемпіонату. 
Своєю грою за цю команду привернув увагу представників тренерського штабу клубу «Норрчепінг», у складі якого 1981 року дебютував в іграх найвищого шведського дивізіону. Відіграв за команду з Норрчепінга наступні чотири сезони своєї ігрової кар'єри. Більшість часу, проведеного у складі «Норрчепінга», був основним гравцем атакувальної ланки команди і одним із її головних бомбардирів, маючи середню результативність на рівні 0,45 гола за гру першості.
Протягом 1985—1986 років захищав кольори «Ергрюте», після чого повернувся до «Норрчепінга». Після повернення провів у його складі вісім сезонів, за які тричі допомогав команді здобути Кубок Швеції. А в сезоні 1989 року, забивши 16 голів у першості Швеції, допоміг «Норрчепінгу» стати чемпіоном Швеції, а сам став найкращим бомбардиром турніру.
Залишивши «Норрчепінг» у 1994, вирішив продовжити виступи на футбольному полі і протягом 1995—1999 років грав за нижчолігові «Гагагейденс» та «Обю».

## Виступи за збірні
1988 року захищав кольори олімпійської збірної Швеції. У її провів 4 матчі футбольного турніру на ОІ-1988, в яких забив три голи.
1986 року дебютував в офіційних матчах у складі національної збірної Швеції. Загалом протягом чотирирічної кар'єри в національній команді провів у її формі 6 матчів.

## Титули і досягнення
- Чемпіон Швеції (1):

«Норрчепінг»: 1989
- Володар Кубка Швеції (3):

«Норрчепінг»: 1988, 1991, 1994

### Особисті
- Найкращий бомбардир чемпіонату Швеції (2):

1989 (16 голів)